# Edith Schultze-Westrum
Edith Käthe Elisabeth Schultze-Westrum (Mainz-Kastel, 30 dicembre 1904 – Monaco di Baviera, 20 marzo 1981) è stata un'attrice tedesca.
Nel corso della sua carriera, partecipò, tra cinema e televisione, a circa un centinaio di differenti produzioni tra l'inizio degli anni trenta e l'inizio degli anni ottanta.

## Biografia
Edith Käthe Elisabeth Schultze-Westrum nasce a Mainz-Kastel, sobborgo di Wiesbaden, il 30 dicembre 1904. I suoi genitori sono Karl August Schultze e Else Westrum.
Trascorre la sua infanzia e adolescenza tra Ulma, Berlino e Greifswald, località, quest'ultima, in cui frequenta il liceo. Durante l'infanzia, perde il padre, militare di professione, poco dopo lo scoppio della prima guerra mondiale.
A partire dal 1926-1927, inizia la propria attività di attrice teatrale a Monaco di Baviera.
Fa il proprio debutto sul grande schermo nel 1932 nel film diretto da Karel Lamač Kiki. Tre anni dopo, la sua carriera di attrice si deve interrompere per diversi mesi a causa del divieto impostole dal regime nazista, al quale aveva riservato delle critiche.
Nel 1959 è nel cast del film diretto da Bernhard Wicki Il ponte (Die Brücke), dove interpreta il ruolo di Mamma Bernhard, ruolo che l'anno seguente le vale il Deutscher Fernsehpreis come miglior attrice non protagonista.
In seguito, nel 1962, è nel cast del film, diretto da Terence Fisher Sherlock Holmes - La valle del terrore (Sherlock Holmes und das Halsband des Todes), dove interpreta il ruolo della Sig.ra Hudson, e nel 1965 è protagonista, al fianco di František Filipovský, del film, diretto da Kurt Hoffmann, Das Haus in der Karpfengasse, dove interpreta il ruolo di Mamma Kauders.
Fa la sua ultima apparizione nel 1980, nel film TV, diretto da Wilma Kottusch, Unter Verschluß.
Edith Schultze-Westrum muore a Monaco di Baviera il 20 marzo 1981, all'età di 76 anni.

## Filmografia parziale

### Cinema
- Kiki, regia di Karel Lamač (1932)
- La paura, regia di Roberto Rossellini (1954)
- Am Anfang war es Sünde, regia di František Čáp (1954)
- La ragazza della salina (Harte Männer heisse Liebe), regia di František Čáp (1957)
- Il ponte (Die Brücke), regia di Bernhard Wicki (1959)
- Sherlock Holmes - La valle del terrore (Sherlock Holmes und das Halsband des Todes), regia di Terence Fisher (1962)
- Un medico accusato (Ein Frauenarzt klagt an), regia di Falk Harnack (1964)
- Das Haus in der Karpfengasse, regia di Kurt Hoffmann (1965)
- Paul Gauguin, regia di Roger Pigaut (1975)

### Televisione
- Das Kriminalmuseum - serie TV, episodio 02x02 (1964)
- Kidnap - Die Entführung des Lindbergh-Babys  - film TV, regia di Helmuth Ashley (1968)
- Tournée - serie TV, 6 episodi (1970-1971)
- Squadra speciale K1 - serie TV, episodio 01x01 (1972)
- Der Kommissar - serie TV, episodio 05x04 (1973)
- L'ispettore Derrick (Derrick) - serie TV, episodii 02x06-03x06 (1975-1976)
- La casa delle donne (Haus der Frauen) - film TV, regia di Krzysztof Zanussi (1978)
- Unter Verschluß - film TV, regia di Wilma Kottusch (1980)

## Premi e nomination
- 1960: Deutscher Filmpreis come miglior attrice non protagonista per Il ponte (Die Brücke)
- 1965: Nomination al Deutscher Filmpreis come miglior attrice protagonista per Das Haus in der Karpfengasse